# Liste der Auslandsvertretungen Georgiens

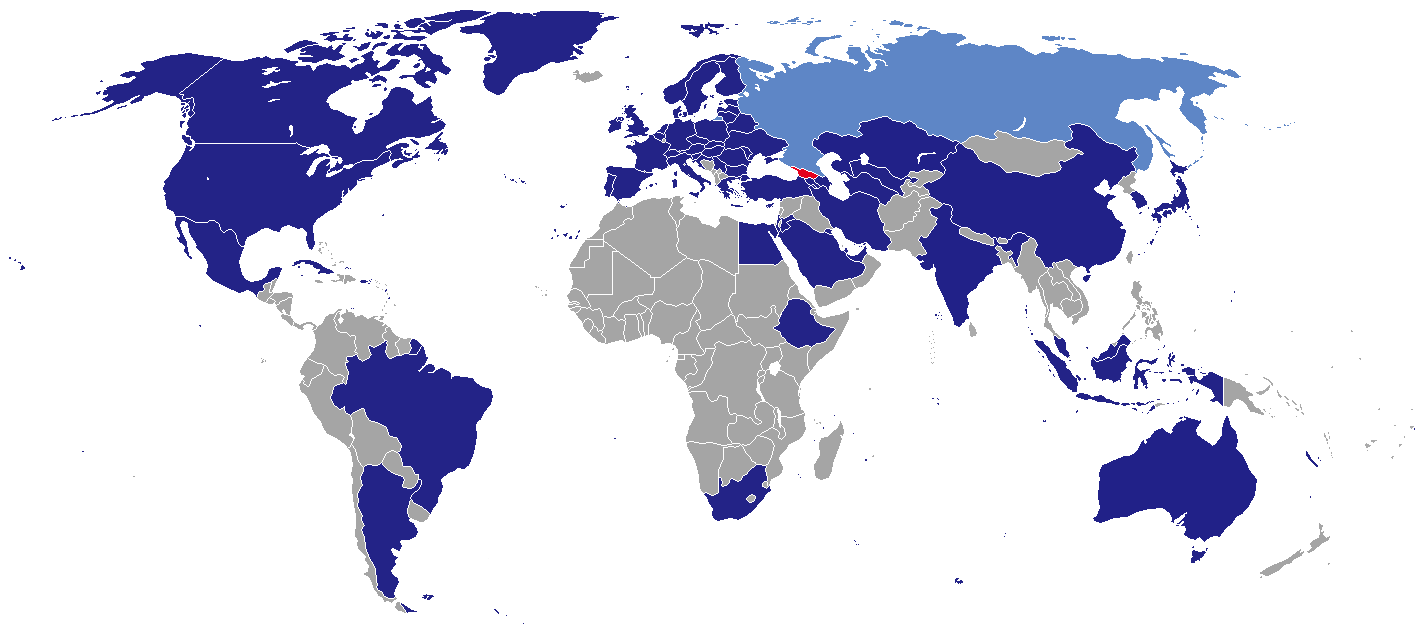
Standorte der diplomatischen Vertretungen Georgiens

Dies ist eine Liste der diplomatischen und konsularischen Vertretungen Georgiens.

## Diplomatische und konsularische Vertretungen

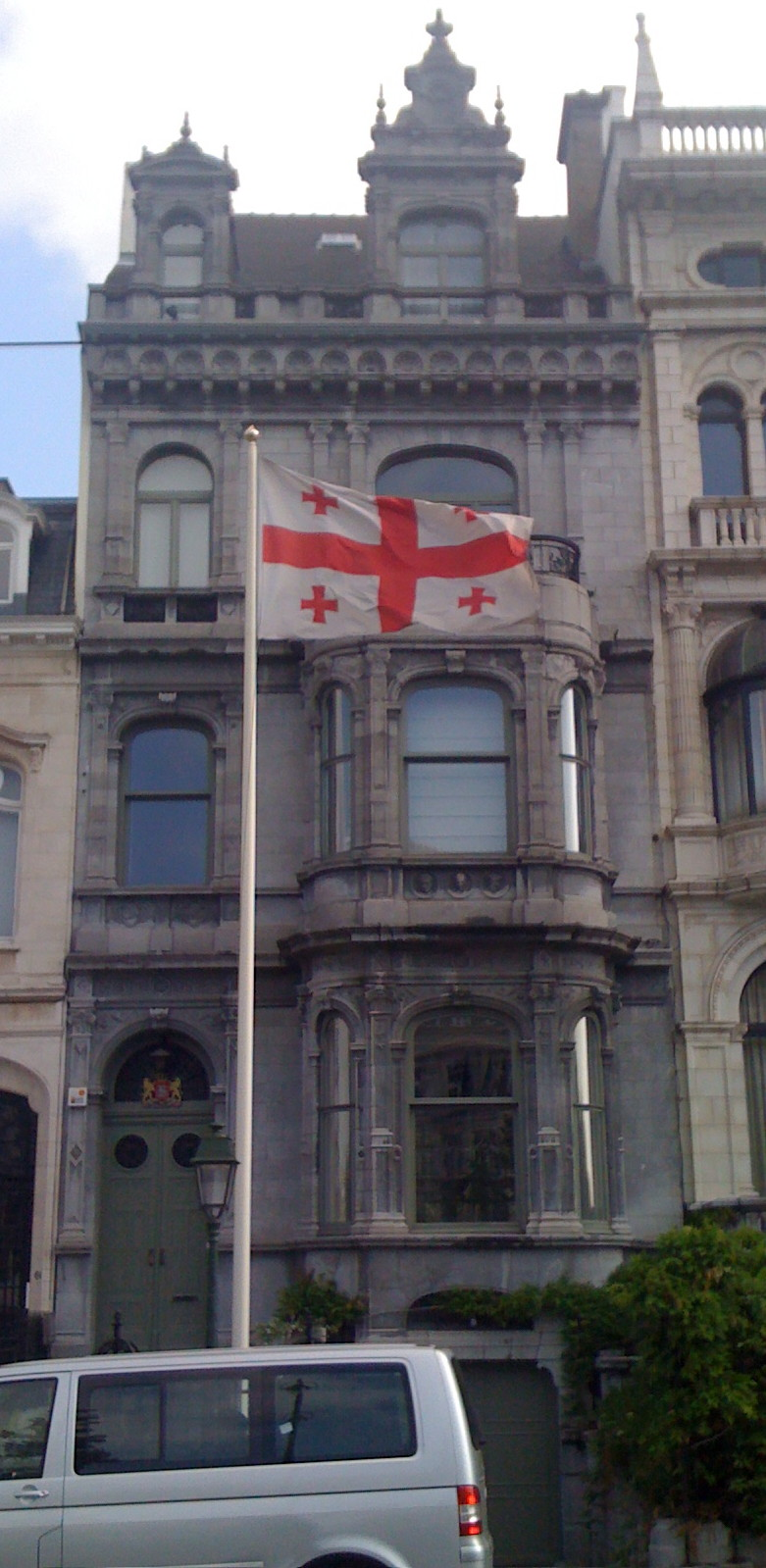
Georgische Botschaft in Brüssel

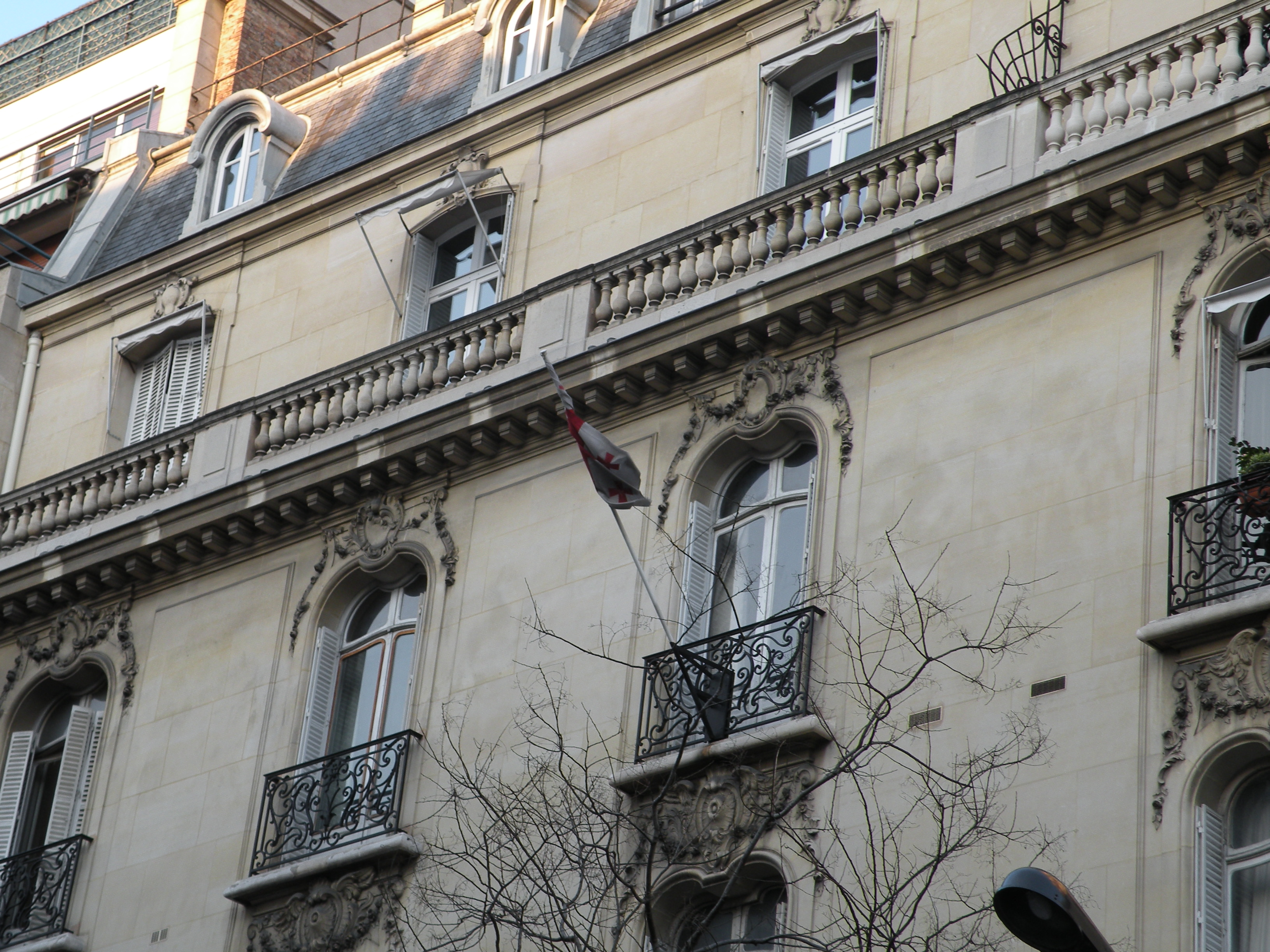
Georgische Botschaft in Paris

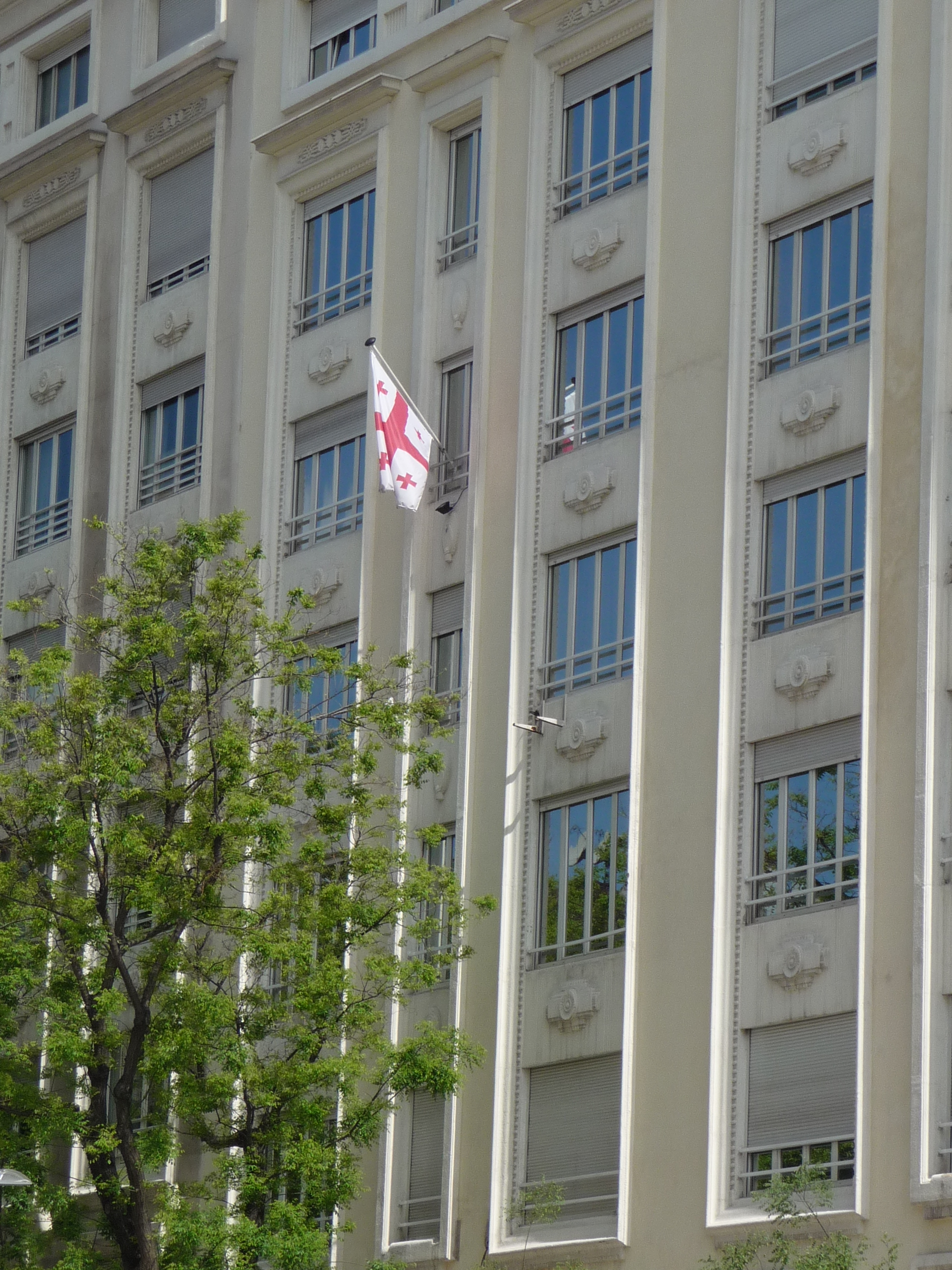
Georgische Botschaft in Madrid

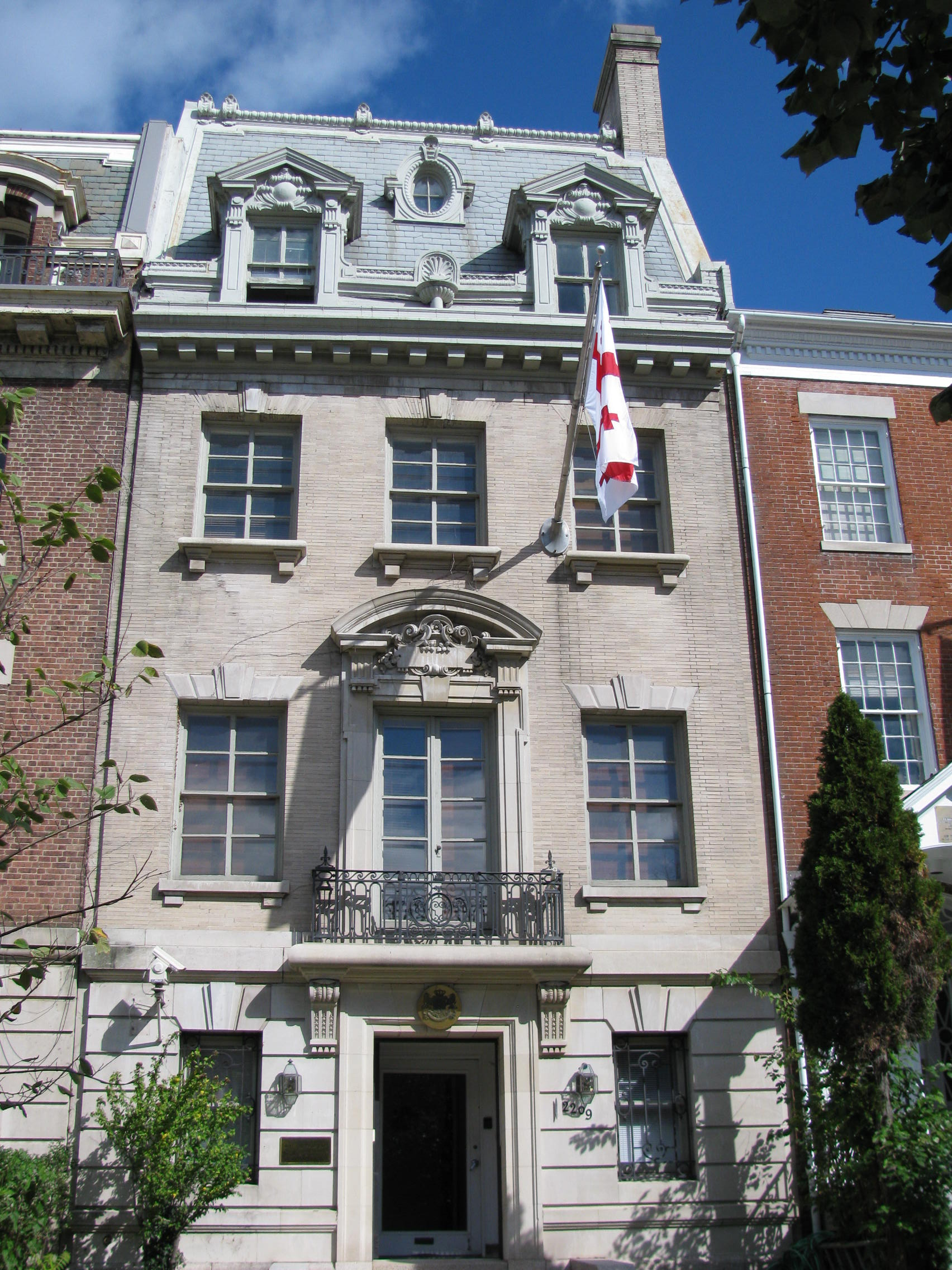
Georgische Botschaft in Washington, D.C.

### Afrika
- Ägypten: Kairo, Botschaft
- Äthiopien: Addis Abeba, Botschaft
- Südafrika: Pretoria, Botschaft

### Asien
| - Armenien: Jerewan, Botschaft - Aserbaidschan: Baku, Botschaft - Volksrepublik China: Peking, Botschaft - Indien: Neu-Delhi, Botschaft - Indonesien: Jakarta, Botschaft - Iran: Teheran, Botschaft - Israel: Tel Aviv, Botschaft - Japan: Tokyo, Botschaft - Jordanien: Amman, Botschaft | - Kasachstan: Astana, Botschaft - Katar: Doha, Botschaft - Kuwait: Kuwait, Botschaft - Malaysia: Kuala Lumpur, Botschaft - Saudi-Arabien: Riad, Botschaft - Südkorea: Seoul, Botschaft - Turkmenistan: Aşgabat, Botschaft - Usbekistan: Taschkent, Botschaft |

### Australien und Ozeanien
- Australien: Canberra, Botschaft

### Europa
| - Belgien: Brüssel, Botschaft - Bulgarien: Sofia, Botschaft - Dänemark: Kopenhagen, Botschaft - Deutschland: Berlin, Botschaft - Estland: Tallinn, Botschaft - Finnland: Helsinki, Botschaft - Frankreich: Paris, Botschaft - Griechenland: Athen, Botschaft - Griechenland: Thessaloniki, Generalkonsulat - Irland: Dublin, Botschaft - Italien: Rom, Botschaft - Lettland: Riga, Botschaft - Litauen: Vilnius, Botschaft - Moldau: Chișinău, Botschaft - Niederlande: Den Haag, Botschaft - Norwegen: Oslo, Botschaft - Österreich: Wien, Botschaft - Polen: Warschau, Botschaft - Portugal: Lissabon, Botschaft | - Rumänien: Bukarest, Botschaft - Russland: Moskau, Vertretung - Schweden: Stockholm, Botschaft - Schweiz: Bern, Botschaft - Slowakei: Bratislava, Botschaft - Slowenien: Ljubljana, Botschaft - Spanien: Madrid, Botschaft - Spanien: Barcelona, Generalkonsulat - Tschechien: Prag, Botschaft - Türkei: Ankara, Botschaft - Türkei: Istanbul, Generalkonsulat - Türkei: Trabzon, Generalkonsulat - Ukraine: Kiew, Botschaft - Ukraine: Donezk, Generalkonsulat - Ukraine: Odessa, Generalkonsulat - Ungarn: Budapest, Botschaft - Vereinigtes Königreich: London, Botschaft - Belarus: Minsk, Botschaft - Zypern: Nikosia, Botschaft |

### Nordamerika
| - Kanada: Ottawa, Botschaft - Mexiko: Mexiko-Stadt, Botschaft | - Vereinigte Staaten: Washington, D.C., Botschaft - Vereinigte Staaten: New York City, Generalkonsulat |

### Südamerika
- Argentinien: Buenos Aires, Botschaft
- Brasilien: Brasília, Botschaft

## Vertretungen bei internationalen Organisationen
- Europäische Union: Brüssel, Ständige Mission
- NATO: Brüssel, Ständige Mission
- Vereinte Nationen: New York, Ständige Mission
- Vereinte Nationen: Genf, Ständige Mission
- UNESCO: Paris, Ständige Mission
- FAO: Rom, Ständige Mission
- Heiliger Stuhl: Vatikanstadt, Botschaft